# San Juan del Paraná

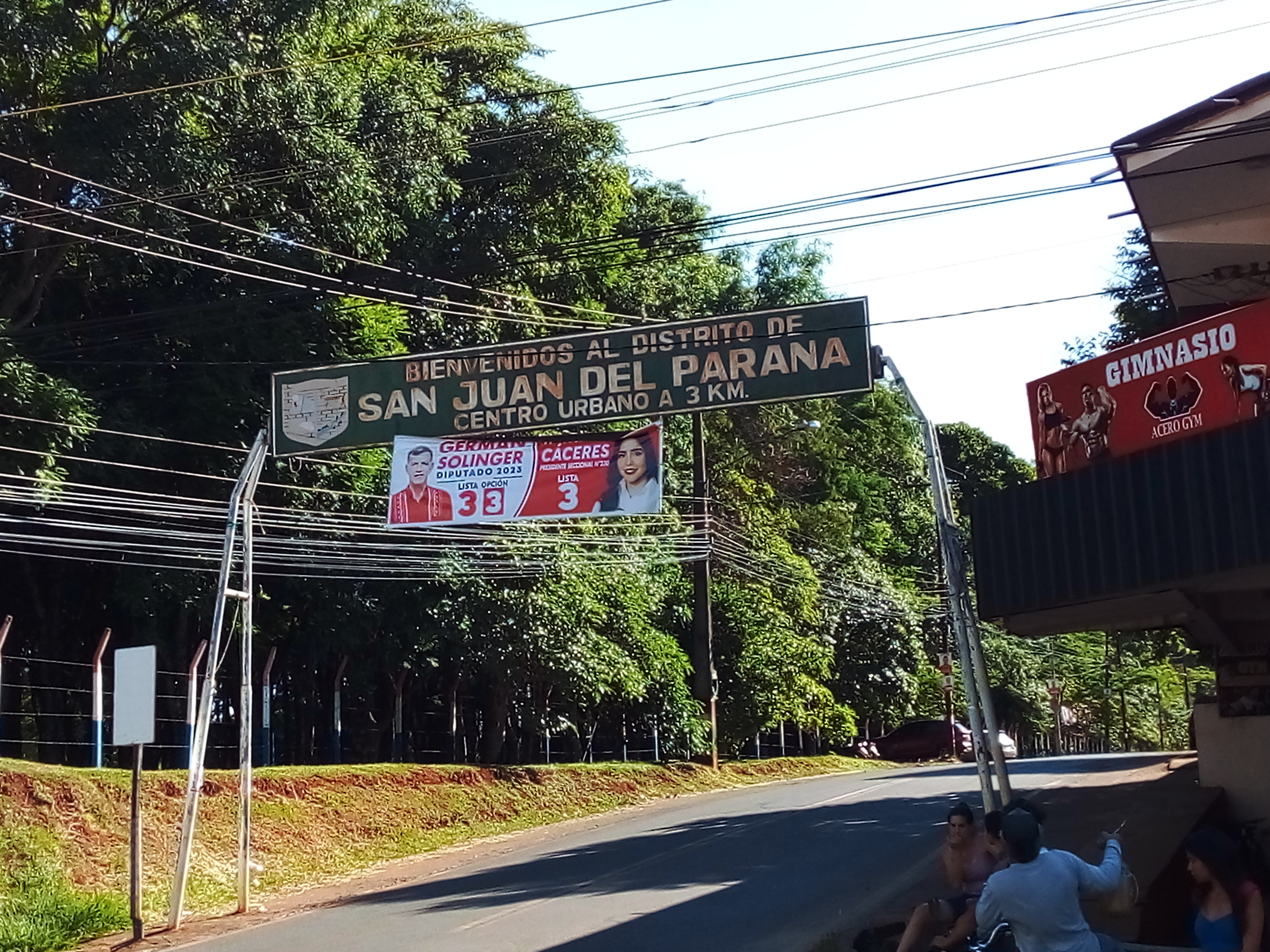
Acceso a San Juan del Paraná por la Ruta PY01.

San Juan del Paraná es un distrito paraguayo del departamento de Itapúa. Se localiza al oeste de la ciudad de Encarnación, la capital departamental, y fue fundada por el gobernador Joaquín de Alós y Brú, en el año 1789.
Ascendió a la categoría de distrito en 1988. Sus habitantes se dedican a la pequeña agricultura y a la ganadería de subsistencia. Actualmente es considerada una ciudad dormitorio del Gran Encarnación. Además cuenta con un  Parque Ecológico y  en el 2021 se habilitó oficialmente la Playa Municipal. 

## Geografía
En el momento de su creación como distrito comprendía 5 islas, que según los registros se de nominaban Isla del Medio, Isla del Toro, Isla Parana´i, Isla Tataindy e Isla Carpincho, las últimas 4 desaparecidas hoy día debido al embalse de la Represa Binacional Yacyreta, y el pequeño remanente de la principal, la Isla del Medio, fue cedida a la República Argentina.
Limita al norte con Carmen del Paraná y Encarnación; al sur con la República Argentina, separado por el Río Paraná y la Isla del Medio; al oeste con Carmen del Paraná; y al este con Encarnación, la capital Departamental. San Juan del Paraná se encuentra regada por las aguas del Río Paraná, y por el Arroyo Caraguatá.

## Clima
Esta zona es una de las más frías del país, debido a su posición en el extremo austral, a la ausencia de elevaciones que pongan freno al viento sur, y al gran porcentaje de humedad que presenta. Su temperatura media no alcanza a 21 °C y las mínimas pueden llegar a -4 °C en las zonas ribereñas al Paraná durante el invierno. En verano sólo excepcionalmente llega a 39 °C. El promedio de lluvias es de 1700 mm anuales, siendo octubre el mes más lluvioso.

## Economía
Sus habitantes se dedican al cultivo de trigo, soja, y otros productos de subsistencia. En cuanto a la actividad ganadera cuentan con ganados vacunos y ovinos. Se destaca la actividad de extracción y molienda de la roca de basalto, extracción de arena blanca y la actividad portuario del Puerto Trociuk.

## Infraestructura
La comunicación terrestre más importante es el ramal de la Ruta PY01 que lo conecta con la ciudad de Encarnación, con la ciudad de Asunción y con otras localidades del departamento y del país. Los demás caminos internos se encuentran pavimentadas, enripiadas y empedradas, facilitando la intercomunicación de los distritos.
Cuenta con los servicios telefónicos de Copaco y los de telefonía Celular, además cuenta con varios medios de comunicación y a todos los lugares llegan los diarios capitalinos.
El distrito últimamente cuenta con infraestructura pública para la explotación turística. Este distrito cuenta con su propia playa municipal habilitada al público, que a diferencia de Encarnación, se encuentra bien arborizado en sus alrededores, lo que ofrece una pasantía más «natural». Los proyectos de miradores y costanera se encuentran ahora en construcción. Se destaca la presencia del club de campo residencial «Agua Vista» que organiza actividades deportivas como competencias náuticas, tenis y ciclismo que atraen a competidores y visitantes de todo el mundo.